# Parc i Reserva Nacional de Denali
El Parc i Reserva Nacional de Denali (Denali National Park and Preserve) es troben a l'interior d'Alaska als Estats Units i engloben el mont McKinley, que és la muntanya més alta d'Amèrica del Nord. El parc i la reserva junts fan 24.585 km². Van ser establerts primer sota el nom de Mount McKinley National Park el 26 de febrer de 1917. Van ser declarats Reserva de la Biosfera el 1976.

## Hàbitats
Hi ha una mescla de boscos en les altituds més baixes que inclou la taigà caducifòlia. A mesura que es puja en altitud hi ha tundra i després roques i neu. El parc rep uns 400.000 visitants a l'any. Són permeses les activitats amb trineus de gossos, esquí de fons i motos de neu.

## Fauna

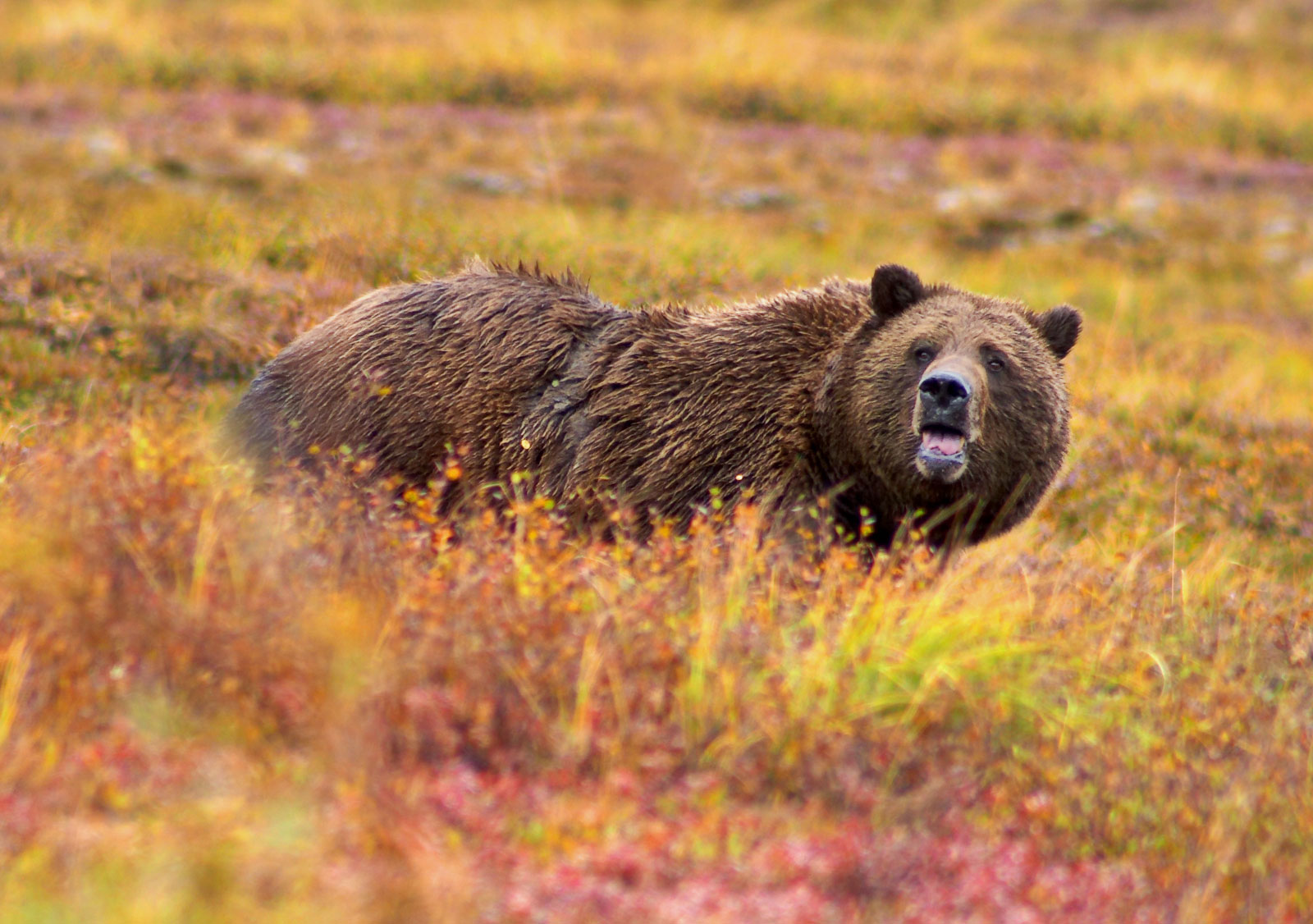
Ós grizzly

Denali és la llar per una gran varietat d'ocells d'Alaska i mamífers, que inclou una saludable població d'ossos bruns i ossos negres. Ramats de rens (Rangifer tarandus) passegen pel parc. Els muflons de Dall sovint són vistos pels vessants de les muntanyes, i els ants s'alimenten de les plantes aquàtiques dels estanys i aiguamolls. Malgrat l'impacte humà a la zona, Denali alberga caus de llop gris, deshabitats i habitats. Molt sovint es veuen animals més petits com marmotes de les Rocoses (Marmota caligata), suslics àrtics, castors, piques i llebres americanes. Guineus, martes, linxs i goluts també habiten al parc, però són vistos més rarament per la seva naturalesa esquerpa.
El parc és ben conegut també per la seva població d'ocells. Moltes espècies migratòries resideixen al parc durant a la darreria de primavera i a l'estiu. Els observadors d'ocells hi poden trobar bombicíl·lids, mosquiter boreal, pinsans dels pins i còlits grisos, i també la perdiu blanca i el majestuós cigne petit. Entre els ocells depredadors hi habiten diferents falcons, mussols, el grifó, i també l'abundant però sorprenent àguila daurada.
Deu espècies de peixos que inclouen truites, el salmons, i altres salmònids comparteixen les aigües del parc. Com que molts dels rius i dels llacs tenen l'origen en les glaceres, el llim glacial i les baixes temperatures alenteixen el metabolisme dels peixos: dificulten que aconsegueixin mides normals. Una única espècie d'amfibi, la granota de bosc (Rana sylvatica), també viu als llacs del parc.
Els rangers (agents forestals) del Parc Denali s'esforcen constantment per conservar la vida salvatge limitant la interacció entre els humans i els animals. Tot i així, hi ha un nombre d'ossos salvatges que porten collars per poder seguir-ne els moviments. Donar menjar als animals està totalment prohibit, ja que pot produir efectes adversos en el seu hàbit alimentari. Es recomana als visitants l'observació dels animals des d'una distància de seguretat. Malgrat la gran concentració d'ossos al parc, els esforços dels guardaboscs a ensenyar als visitants mesures preventives i la manera de portar el menjar han reduït dràsticament el nombre de topades perilloses amb ossos. Algunes àrees del parc són tancades sovint per activitats singulars de vida salvatge, tals com àrees on hi ha els caus de llops i ossos o llocs de caça recent. Aquestes àrees restringides poden anar canviant durant l'any. Gràcies a la cura del personal del parc i els visitants, Denali ha esdevingut un destí de primera categoria per a l'observació de la vida salvatge.

## Clima
Els llargs hiverns són seguits per curtes temporades de creixement. El vuitanta per cent de la població d'ocells torna després dels mesos freds, per fer créixer les seves cries. La majoria dels mamífers i l'altra vida salvatge del parc aprofiten els breus mesos d'estiu per preparar-se per l'hivern i fer créixer els petits.
Els estius són normalment freds i humits, però les temperatures al voltant dels 20 °C no són rares. El temps és tan impredictible que s'han donat nevades fins i tot a l'agost.
La banda nord i sud de la serralada d'Alaska (Alaska Range) tenen climes completament diferents. El golf d'Alaska porta humitat a la banda sud, però les muntanyes bloquegen l'aigua a la banda nord. Això comporta un temps més sec i fluctuacions d'altes temperatures al nord, mentre que el sud pateix climes continentals, amb humitat, estius més freds i hiverns més càlids.